# Hellbrunner Allee

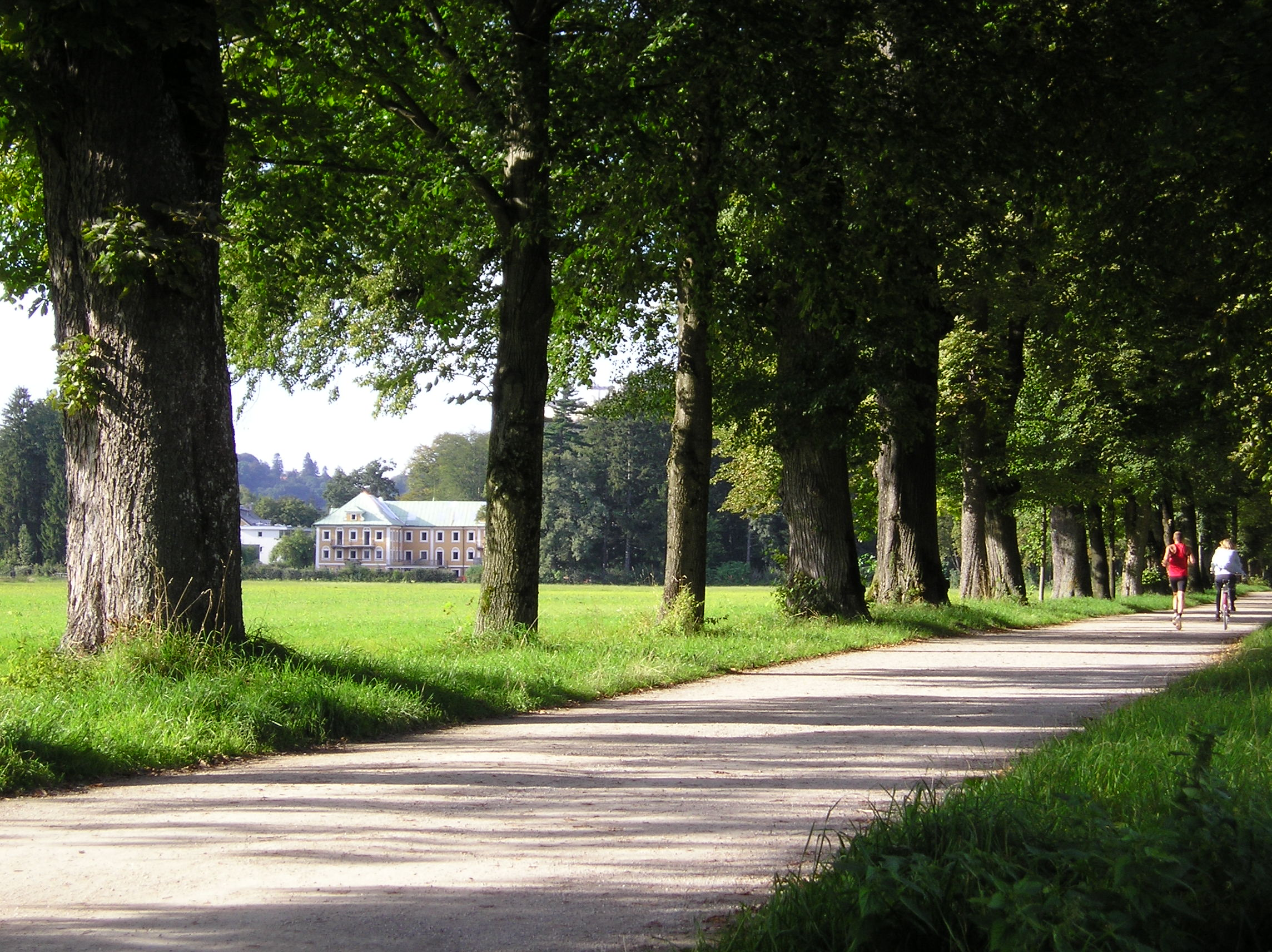
Hellbrunner Allee

Die Hellbrunner Allee in der österreichischen Stadt Salzburg wurde 1615 im Auftrag von Fürsterzbischof Markus Sittikus von Hohenems angelegt. Sie ist heute die älteste erhaltene herrschaftliche Allee Mitteleuropas und vermutlich die weltweit älteste ihrer Art. Die 2,5 km lange geradlinige Allee führt vom Ostportal des Schlosses Hellbrunn zum Schloss Freisaal und bildet heute mit dem umgebenden Grünraum heute eine sehr beliebte Erholungsachse für Fußgänger und Radfahrer und. Für den Kraftfahrzeugverkehr ist sie gesperrt. Ihre nördliche Fortsetzung Richtung Altstadt führt als Fuß- und Radweg vorbei an Schloss Freisaal durch den Geschützten Landschaftsteil Freisaal in Richtung Altstadt. An der historischen Straße liegen etliche herrschaftliche Ansitze.
Die Allee in der Stadt Salzburg ist seit 1933 ein Naturdenkmal und seit 1986 ein Geschützter Landschaftsteil. Sie bildet das Kernstück des den Hellbrunner Schlosspark umgebenden Landschaftsgartens Hellbrunn.

## Wortherkunft
Das Wort „Allee“ wird im Deutschen vereinzelt im Rheingebiet schon im 16. Jahrhundert verwendet, eine weitere Verbreitung fand das Wort seit Anfang des 17. Jahrhunderts. Es wurde im Zuge der Ausbreitung der französischen Gartenbaukunst außerhalb Frankreichs von dem französischen Wort „allée“ = umsäumter oder baumbeschatteter Gehweg im architektonischen Garten (eigentl.: das Gehen, der Gang; von „aller“ = gehen) übernommen. Dieses selbst wird allgemein auf das lateinische „ambulare“ (= (zwanglos) umhergehen, spazieren) zurückgeführt. Die Ausdehnung der großen aristokratischen Schlossgärten in die Landschaft samt Anlage von Landschaftsgärten durch axiale, baumgesäumte Wege in jener Zeit führte zur heutigen allgemeinen Bedeutung des Wortes „Allee“.
Die nähere Bezeichnung „Hellbrunner“ bezieht sich auf die Zugehörigkeit der Allee als Teil des erweiterten Schlossgartens Hellbrunn. Gleichzeitig verweist der Name (historisch auch Hellbrunner Fürstenweg) auf die Lage der Allee, die in Freisaal nächst der Salzburger Altstadt beginnt und zum Landschaftsraum Hellbrunn führt.

## Bau- und Kunstgeschichte
Die Hellbrunner Allee wurde von 1613 bis 1615 im Zuge des von Fürsterzbischof Markus Sittikus in Auftrag gegebenen und im Geiste der Spätrenaissance ausgeführten Baus des Lustschlosses Hellbrunn samt der zugehörigen großzügigen Gartenanlage angelegt. Der innere Schlossgarten besteht aus drei Teile: dem geometrischen Lustgarten im Norden, dem großen Jagdgarten samt dem Hellbrunner Berg und dem naturnahen sakralen Garten im Süden. Diesen von einer Mauer umgebenen inneren Gartenanlage schloss bzw. schließt als weiterer Garten der Landschaftsgarten Hellbrunn mit drei Achsen an:
- der Schlossachse (mit dem Fürstenweg, der wohl weltweit ältesten erhaltenen herrschaftlichen Lindenallee)
- der großen Gartenachse (mittige Achse durch den Lustgarten über die Salzach nach Schloss Goldenstein)
- der Hellbrunner Allee in der Achse nach Schloss Freisaal (gemeinsam mit dem Fürstenweg die wohl weltweit älteste herrschaftliche Allee)

Diese Allee war ein repräsentativer Zufahrtsweg mit einem weit ausgreifenden Landschaftsgarten entlang des fürstlichen, baumbestandenen Weges. Hellbrunn besitzt die besterhaltenen Renaissance-Wasserspiele nach italienischem Vorbild. Der Grünraum beiderseits der Allee mit dem Hellbrunnerbach im Westen und dem (heute trocken gefallenen) Eschenbach im Osten ist heute der weitaus besterhaltene Renaissance-Landschaftsgarten Europas.

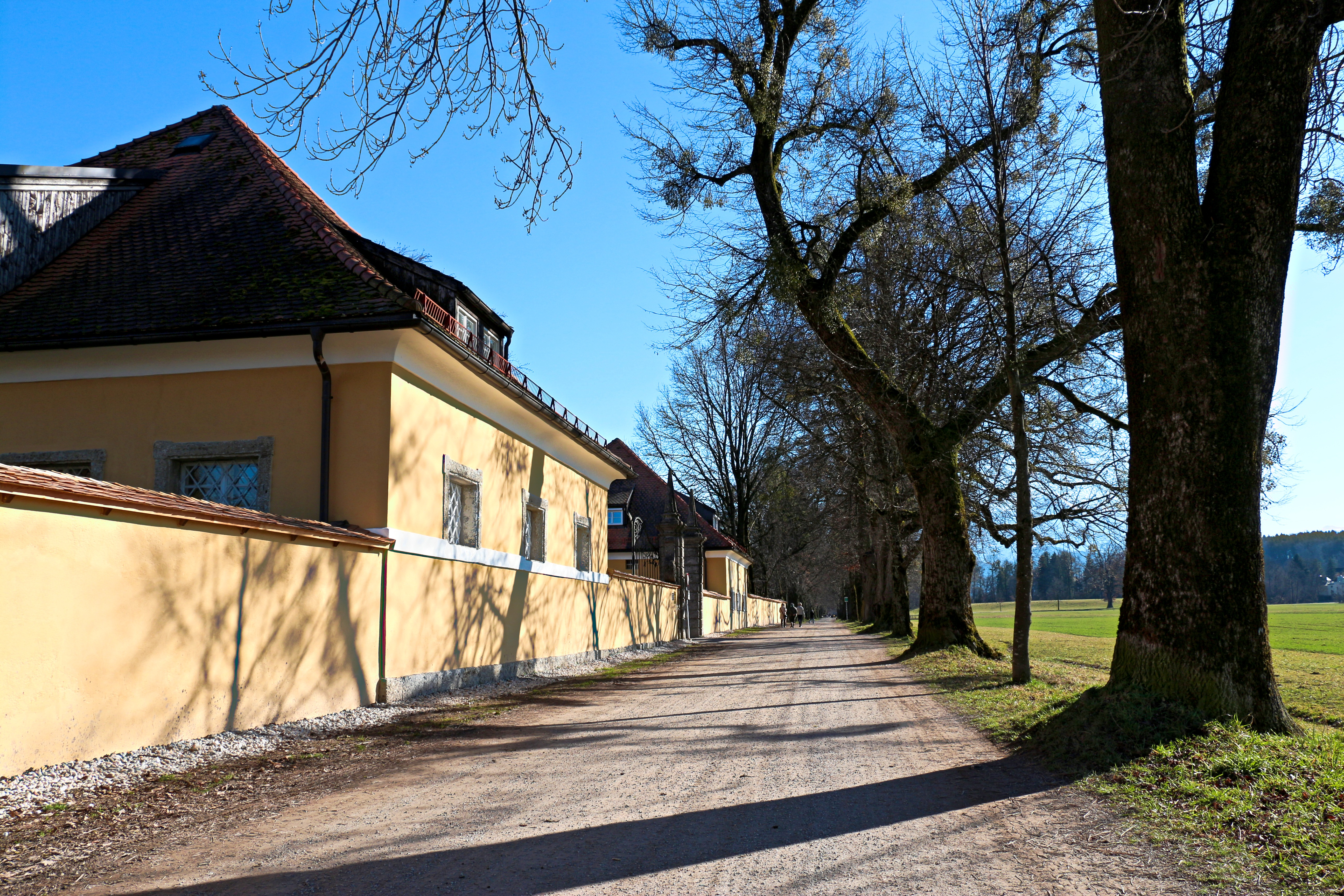
Hellbrunner Allee auf Höhe des Schlosses Frohnburg

An der Hellbrunner Allee und ihrem Landschaftsgarten liegt eine Reihe von Herrensitzen:
- Schloss Emslieb (Hellbrunnerallee Nr. 65), zeitweise auch Villa Strongfort genannt mit seinem Meierhof,
- Schloss Emsburg (Hellbrunner Allee Nr. 52), zeitweise auch Kreuzhof, Ritterhof oder Lambergschloss genannt – ebenfalls mit einem stattlichen Meierhof,
- Frohnburg (Hellbrunner Allee 53), auch Schloss Kuenburg oder Grafenauerhof genannt (wobei auch die Frohnburg  einen Meierhof besitzt) und die
- Kayserburg (Hellbrunner Allee 48).

In nächster Nähe der alten Allee stehen zudem
- das Schloss Freisaal, ein alter Landsitz der Erzbischöfe am nördlichen Beginn der Allee,
- der Lasserhof (Morzgerstr. 31) mit dem zugehörigen Meierhof (Hellbrunner Allee 50),
- das Schloss Herrnau, auch Christanihof (nach den früheren Besitzern Freiherren Christani di Rallo) genannt und
- Schloss Montfort im Süden der Morzger Hügel.
- Als Gründerzeit-Villa befinden sich zudem das Maria-Theresien-Schlössl und die Villa Swoboda nächst der Allee.

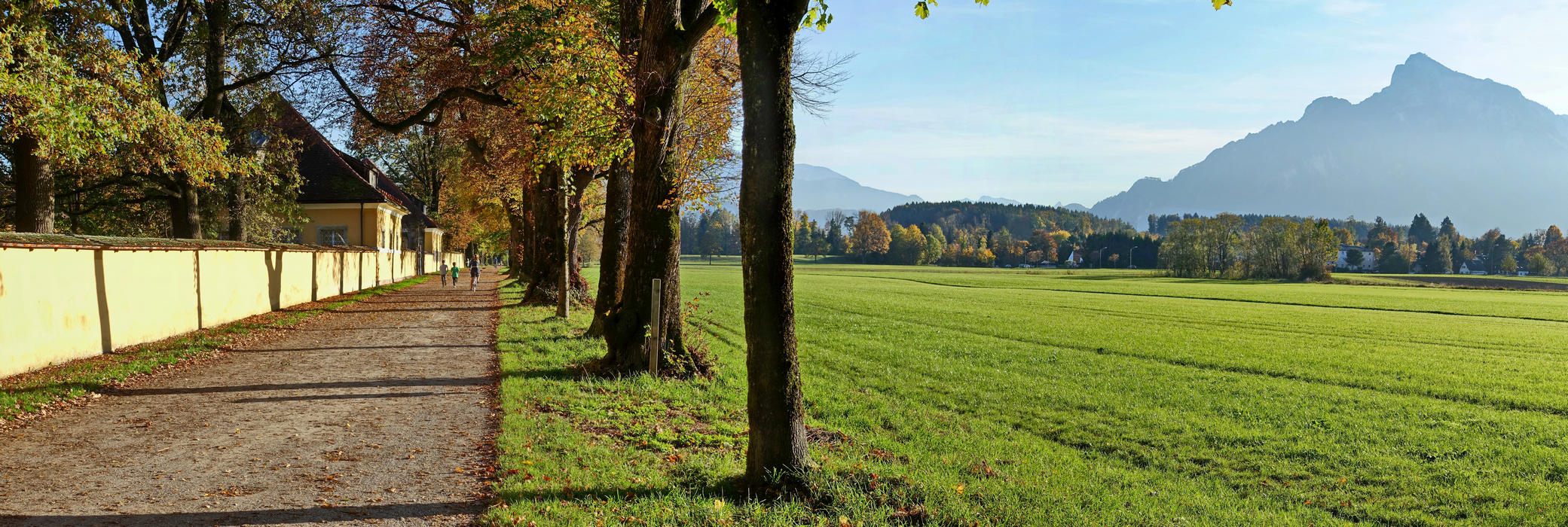
Hellbrunner Allee und Untersberg auf Höhe der Frohnburg

Die Geschichte dieser Herrenschlösser, welche die Umgebung in der Regel  durch in die Landschaft ausgreifende Seitenalleen mit kleinwüchsigen Bäumen  einbeziehen, ist mit dem Erbauer der Allee Markus Sittikus bzw. mit den Fürsterzbischöfen vielfach verquickt.
Die Hellbrunner Allee ist als repräsentative Verbindung zwischen Schloss Hellbrunn und der Stadt Salzburg bzw. dem nahe gelegenen Schloss Freisaal gedacht; sie liegt als architektonische Achse zwischen Schloss Freisaal und dem Wasserschloss Anif. Die Allee führt dabei nicht direkt zum unmittelbaren Schlossbereich, sondern zum Ostportal des Schlossgartens. Das Schloss selbst ist so nur über einen Knick erreichbar, was den im Geiste des Manierismus konzipierten Überraschungseffekt beim Betreten des Schlossvorplatzes unterstützt. Das Ende der Allee und der ummauerte Schlossbereich sind heute allerdings durch einen an diesem Ort störenden Besucherparkplatz voneinander getrennt. (Eine Umgestaltung wäre technisch problemlos möglich.)
Der Bestand der Hellbrunner Allee ist auch kunsthistorisch bemerkenswert:

„Neben der Altstadt ist die Hellbrunner Allee mit ihrem im Großen und Ganzen noch intakten Bestand mächtiger alter Bäume, daran aufgereiht die einzigartige Kette von Schlössern und Schlösschen schlechterdings das Wertvollste, was Salzburg überhaupt besitzt.“

## Natur
Bei der Anlage der Hellbrunner Allee wurden Schwarzpappeln, Stieleichen und Rotbuchen gesetzt. Noch heute besteht der Weg aus zahlreichen, mehrhundertjährigen Eichen und stellt zudem den größten und wertvollsten Altholzbestand des Landes Salzburg dar.
Die Allee besitzt besonders für Fledermäuse, hochbrütende Vögel und holzbewohnende Käfer eine herausragende Bedeutung. Eine Vielzahl der hier nachgewiesenen Käferarten ist heute mitteleuropaweit gefährdet. Von Naturschutzseite werden zu ihrer Erhaltung entsprechende Maßnahmen gefordert.
Die Hellbrunner Allee bildet zusammen mit dem ebenfalls als aristokratische Achse angelegen Fürstenweg vom Schloss Hellbrunn nach Osten zur Salzach führend einen naturschutzfachlich und kulturhistorischen äußerst bedeutenden Baumbestand. Sie bilden zusammen auch den größten Altholzbestand des Landes Salzburgs. Die Alleen mit einer Fläche von 9,9 ha wurden daher 1986 zum Geschützten Landschaftsteil erklärt, gleichzeitig wurde das Naturdenkmal „Hellbrunnerallee“ (bis dahin eines der ältesten Naturdenkmäler des Landes, das seit dem Jahr 1933 bestanden hatte) aufgehoben. Die neuen Bestimmungen des Naturschutzgesetzes hatten damals einen Weiterbestand als Naturdenkmal – nun definiert als Einzelschöpfung der Natur – nicht zugelassen.